# Rudolf Kavčič
Rudolf Kavčič, slovenski gradbeni inženir, železničar * 15. april 1885, Ljubljana, † (?).

## Življenjepis
Kavčič je ljudsko šolo in realko obiskoval v Ljubljani, kjer je 1902 maturiral. Gradbeništvo je študiral v Gradcu, kjer je leta 1907 tudi diplomiral. Leta 1908 se je zaposlil pri gradbeni direkciji Južne železnice ter sodeloval pri polaganju novega, težkega gornjega ustroja na progi Zidani most-Litija, nato pa prestopil v službo direkcije za gradnjo državnih železnic na Dunaju ter sodeloval 1908–1914 pri trasiranju in gradnji proge Novo mesto-Bubnjarci, 1914–1917 bil šef pri gradnji proge Knin-Pribudić. Od tu je bil poklican na Dunaj k severni direkciji kot šef za pregraditev železnice Dunaj-Krakovo v štiritirno želeleznico, 1918 še pred koncem vojne pa je bil imenovan za vodjo gradnje proge Logatec-Ajdovščina. Po koncu vojne ga je Narodna vlada v Ljubljani imenovala pri prvi železniški direkciji v Ljubljani za podnačelnika gradbenega oddelka. Po ukinitvi te direkcije je bil postavljen za šefa gradbene službe pri železniškem inšpektoratu v Ljubljani in po ukinitvi te 1921 imenovan za šefa pri trasiranju prog Št. Janž-Sevnica, Ormož-Murska Sobota, 1923 Kočevje-Lukov dol in Črnomelj-Lukov dol. Jeseni 1923 je sodeloval v komisiji za podržavljenje Južne železnice, bil 1924 v novoustanovljeni ljubljanski železniški direkciji postavljen za šefa odseka za finance in kredite pri gradbenem oddelku, 1925 za šefa odseka za nabavo materiala, 1927 za šefa odseka za vzdrževanje in nato za nove gradnje pri gradbenem oddelku. Izdelal je študije za progo Črnomelj-Ogulin, s M. Klodičem in A.Hrovatom pa sodeloval pri projektu Ogulin-Drežnica-Vinodol-Sušak-Reka.